# Jari Ketomaa
Jari Ketomaa (Mikkeli, 18 april 1979) is een Fins rallyrijder.

## Carrière

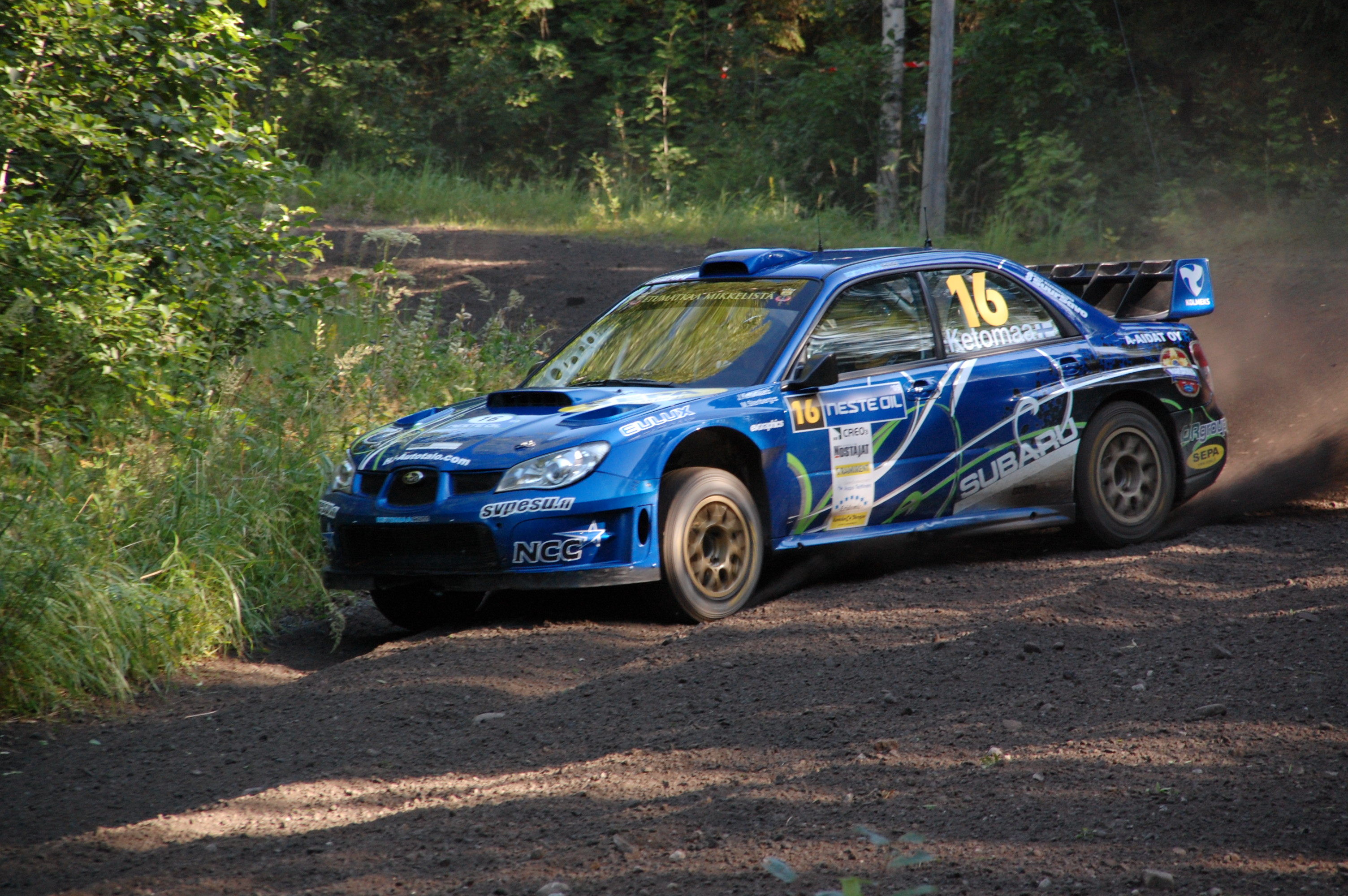
Ketomaa actief in een Subaru Impreza WRC tijdens de Rally van Finland in 2009

Jari Ketomaa's competitieve carrière begon in het karten. Hij maakte in 1995 zijn debuut in de rallysport. Zijn eerste optreden in het wereldkampioenschap rally vond plaats tijdens de rally van Finland in 2000. Nationaal succes kwam er met het winnen van de Groep N categorie in het Fins rallykampioenschap in 2006 en 2007. In het seizoen 2008 reed hij een volledig programma in het Production World Rally Championship met een Subaru Impreza WRX STi. In het kampioenschap eindigde hij daarin als derde. Tijdens de Finse WK-ronde in 2009 debuteerde hij achter het stuur van de Subaru Impreza WRC, waarmee hij een zevende plaats behaalde en daarmee naar zijn eerste WK-kampioenschapspunten toe greep.

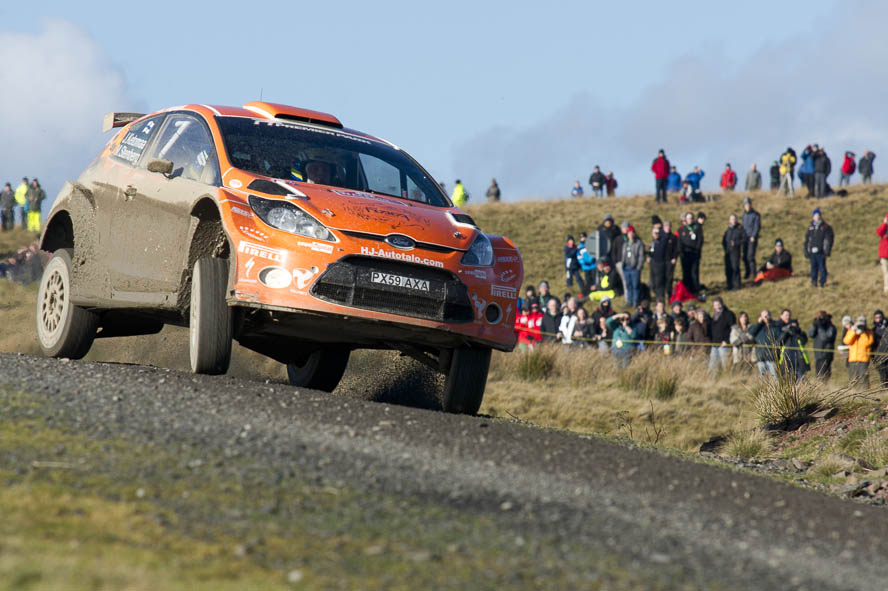
Ketomaa actief in het SWRC kampioenschap in 2010

In het 2010 seizoen was Ketomaa actief in het nieuwe Super 2000 World Rally Championship met een Ford Fiesta S2000. Ketomaa profileerde zich hierin als een titelkandidaat, onder meer met klasse-overwinningen in Nieuw-Zeeland en Japan (in beide gevallen tevens gecombineerd met een algemeen top tien resultaat). Een ongeluk tijdens de slotronde in Groot-Brittannië deed hem de titel echter missen, die uiteindelijk in handen zou komen van Xavier Pons.
In het 2011 seizoen keerde Ketomaa niet terug in het SWRC. Tijdens de Rally van Finland in 2011 nam hij daarentegen deel aan het evenement met een Ford Fiesta RS WRC. Hij won de eerste klassementsproef van de wedstrijd en handhaafde tot halverwege dag twee een top vijf positie, toen hij op dat moment echter crashte en als consequentie moest opgeven. In het 2012 seizoen reed Ketomaa vier WK-rally's met een Fiesta WRC, en deed dat in samenwerking met bandenfabrikant DMACK. Het schoeisel bleek echter de nodige achterstand te hebben op de concurrentie, waardoor grote resultaten uitbleven. Een negende plaats in Portugal en een achtste plaats in Finland kon hij als beste resultaten afstrepen.

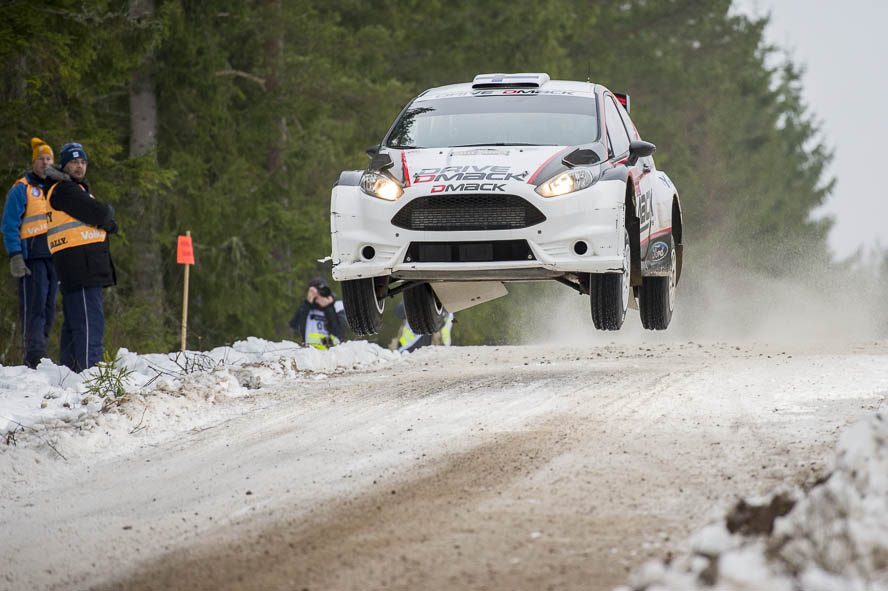
Ketomaa actief met de Ford Fiesta R5 in Zweden 2014

Ketomaa won de rally van Liepāja-Ventspils met een Ford Fiesta RRC, de tweede ronde van het Europees kampioenschap rally in 2013. Ook kwam hij met de DMACK Fiesta WRC weer aan de start in het WK in Zweden. Later het seizoen was hij een van de rijders met de debuterende Ford Fiesta R5 in het kampioenschap, in Finland. Daarmee domineerde hij zijn klasse en eindigde de rally zelfs zevende algemeen. Later greep hij in Groot-Brittannië ook nog naar een negende plaats toe. In 2014 en 2015 reed Ketomaa wederom met de Fiesta R5 een programma in het WRC-2. Hij is tegenwoordig betrokken bij een project met een zelfstandig opgebouwde Mitsubishi Mirage R5.

## Complete resultaten in het wereldkampioenschap rally
| Seizoen | Inschrijving              | Auto                     | 1   | 2       | 3      | 4      | 5       | 6      | 7       | 8       | 9       | 10     | 11     | 12     | 13      | 14      | 15     | 16  | Pos. | Punten |
| ------- | ------------------------- | ------------------------ | --- | ------- | ------ | ------ | ------- | ------ | ------- | ------- | ------- | ------ | ------ | ------ | ------- | ------- | ------ | --- | ---- | ------ |
| 2000    | Jari Ketomaa              | Subaru Impreza 555       | MON | ZWE     | KEN    | POR    | SPA     | ARG    | GRI     | NZL     | FIN DNF | CYP    | FRA    | ITA    | AUS     | GBR     |        |     | –    | 0      |
| 2001    | Jari Ketomaa              | Subaru Impreza 555       | MON | ZWE     | POR    | SPA    | ARG     | CYP    | GRI     | KEN     | FIN DNF | NZL    | ITA    | FRA    | AUS     | GBR     |        |     | –    | 0      |
| 2002    | Jari Ketomaa              | Subaru Impreza 555       | MON | ZWE 30  | FRA    | SPA    | CYP     | ARG    | GRI     | KEN     |         |        |        |        |         |         |        |     | –    | 0      |
| 2002    | Jari Ketomaa              | Subaru Impreza WRX STi   |     |         |        |        |         |        |         |         | FIN DNF | DUI    | ITA    | NZL    | AUS     | GBR     |        |     | –    | 0      |
| 2007    | Jari Ketomaa              | Mitsubishi Lancer Evo IX | MON | ZWE     | NOO    | MEX    | POR     | ARG    | ITA     | GRI     | FIN DNF | DUI    | NZL    | SPA    | FRA     | JPN     | IER    | GBR | –    | 0      |
| 2008    | Motoring Club             | Subaru Impreza WRX STi   | MON | ZWE 10  | MEX    | ARG 10 | JOR     | ITA    |         |         |         |        |        |        |         |         |        |     | -    | 0      |
| 2008    | Motoring Club             | Subaru Impreza STi       |     |         |        |        |         |        | GRI DNF | TUR     | FIN 16  | DUI    | NZL 15 | SPA    | FRA     |         | GBR 17 |     | -    | 0      |
| 2008    | Subaru Rally Team Japan   | Subaru Impreza STi       |     |         |        |        |         |        |         |         |         |        |        |        |         | JPN DNF |        |     | -    | 0      |
| 2009    | Jari Ketomaa              | Subaru Impreza WRC2007   | IER | NOO     | CYP    | POR    | ARG     | ITA    | GRI     | POL     | FIN 7   | AUS    | SPA    | GBR    |         |         |        |     | 17   | 2      |
| 2010    | Shanghai FCACA Rally Team | Ford Fiesta S2000        | ZWE | MEX     | JOR 25 | TUR    | NZL 8   | POR 11 | BUL     | FIN DNF | DUI     | JPN 9  | FRA 11 | SPA    | GBR DNF |         |        |     | 14   | 6      |
| 2011    | JR Motorsport             | Mitsubishi Lancer Evo X  | ZWE | MEX     | POR    | JOR    | ITA DNF | ARG    | GRI     |         |         |        |        |        |         |         |        |     | –    | 0      |
| 2011    | HJ-Autotalo.com           | Ford Fiesta RS WRC       |     |         |        |        |         |        |         | FIN DNF | DUI     | AUS    | FRA    | SPA    | GBR     |         |        |     | –    | 0      |
| 2012    | Jari Ketomaa              | Ford Fiesta RS WRC       | MON | ZWE DNF | MEX    | POR 9  | ARG     | GRI    | NZL 11  | FIN 8   | DUI     | GBR    | FRA    | ITA    | SPA     |         |        |     | 23   | 6      |
| 2013    | Jari Ketomaa              | Ford Fiesta RS WRC       | MON | ZWE DNF | MEX    | POR    | ARG     | GRI    | ITA     |         |         |        |        |        |         |         |        |     | 17   | 8      |
| 2013    | DMACK - Autotek           | Ford Fiesta R5           |     |         |        |        |         |        |         | FIN 7   | DUI     | AUS    | FRA    | SPA    | GBR 9   |         |        |     | 17   | 8      |
| 2014    | Drive DMACK               | Ford Fiesta R5           | MON | ZWE 12  | MEX    | POR 10 | ARG 21  | ITA    | POL 12  | FIN 11  | DUI     | AUS 12 | FRA    | SPA    | GBR 12  |         |        |     | 27   | 1      |
| 2015    | Drive DMACK               | Ford Fiesta R5           | MON | ZWE 13  | MEX 10 | ARG 12 | POR DNF | ITA    | POL 17  | FIN     | DUI     | AUS    | FRA    | SPA 36 | GBR     |         |        |     | 30   | 1      |